# エミルー・ハリス
エミルー・ハリス（Emmylou Harris、1947年4月2日 - ）は、アメリカ合衆国のシンガーソングライター。これまでのキャリアの中で数十枚のアルバムとシングルをリリースし、グラミー賞14回、ポーラー・ミュージック・プライズ、およびカントリー・ミュージックの殿堂入りを含む他の数々の栄誉を獲得した。2018年にはグラミー賞生涯功労賞を授与されている。
ハリスの作品とレコードにはソロ・アーティスト、バンドリーダー、他の作曲家の作品の通訳、シンガーソングライター、バッキング・ボーカリストおよびデュエット・パートナーとしての仕事が含まれる。また、数多くのアーティストとともに仕事をしている。

## 来歴
アメリカ合衆国アラバマ州バーミングハム出身。元バーズのグラム・パーソンズなどと交流があった。1976年の『エリート・ホテル』、1979年の『ブルー・ケンタッキー・ガール』でグラミー賞を受賞。カントリー・ロックを代表するシンガーとして認知される。
日本においては自動車ほかのCMソングで、バック・オーエンスのカバー曲「トゥギャザー・アゲイン」を歌っているのはエミルー・ハリス。
「Q誌の選ぶ歴史上最も偉大な100人のシンガー」において第53位。

### 生い立ち
ハリスは軍人家庭の出身である。父親のウォルター・ハリス（1921-1993） は海兵隊の将校であり、母親のユージニア（1921-2014）は戦時下の銃後の妻だった。ウォルターは1952年に朝鮮半島で作戦行動中、行方不明と報告され、捕虜として10か月を過ごした。アラバマ州バーミンガムで生まれたハリスは幼少期をノースカロライナ州とバージニア州ウッドブリッジで過ごし、ガーフィールド高等学校を卒業生総代として卒業した。ノースカロライナ大学グリーンズボロ校のUNCG音楽演劇舞踏スクールの演劇奨学金を獲得し、そこで音楽の勉強を始め、ピート・シーガー、ボブ・ディラン、ジョーン・バエズの歌をギターで学んだ。音楽への希望を追求するために大学を中退してニューヨークに引っ越し、1960年代のフォークミュージックブームの間にグリニッジビレッジの喫茶店でフォークソングを演奏しながらウェイトレスとして働いていた。ハリスはソングライター仲間のトム・スローカム(Tom Slocum)と1969年に結婚し、さらにファーストアルバムとなるGliding Birdを録音した。ハリスとスローカムはほどなく離婚し、ハリスと彼女の生まれたばかりの娘ハリーはワシントンD.C.近郊のメリーランド州クラークスビルに両親と一緒に引っ越した。

### グラム・パーソンズとともに
ハリスはすぐに、ジェリー・ミュールとトム・ガイドラとのトリオの一部として演奏活動に復帰した。1971年にカントリーロックグループフライング・ブリトー・ブラザーズのメンバーがハリスパフォーマンスを見る機会があった。バーズの元メンバーであるクリス・ヒルマンがバンドを引き継いでおり、ハリスに感銘を受けてフライング・ブリトー・ブラザーズに加わるよう彼女に頼むことを考えた。そうする代わりにヒルマンは自身の初のソロアルバム『GP』に参加してもらう女性ヴォーカリストを探していたグラム・パーソンズにハリスを推薦した。ハリスは、1973年にパーソンズのバンド、フォールンエンジェルズのメンバーとしてツアーを行い、素晴らしいハーモニーヴォーカルとデュエットを披露した。その年の後半、パーソンズとハリスはスタジオアルバム『グリーヴァス・エンジェル』の製作に取り組んでいたが、パーソンズは1973年9月19日に現在のジョシュア・ツリー国立公園近くのモーテルの部屋で、薬物とアルコールの偶発的な過剰摂取により死亡してしまった。パーソンズの『グリーヴァス・エンジェル』は1974年に死後リリースされ 、ハリスとのセッションからの3つのトラックは、1976年に別の死後のパーソンズのアルバム、『スリープレス・ナイト』に収録された。この時期に録音された音源からなるもう一枚のアルバムは『ライヴ1973』にまとめられたが、1982年までリリースされなかった。
パーソンズの死に打ちのめされて一時期音楽活動を辞めてしまおうと考えていたが、それ以前からの友人であったリンダ・ロンシュタット達の励ましもあってソロでの活動を進めることになった。

### ホットバンド

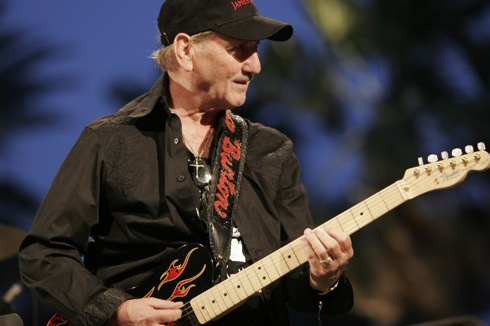
Hot Band member ジェームズ・バートン

ワーナー・ブラザースのA&R責任者メアリー・マーティンはハリスをカナダ人プロデューサー、ブライアン・エイハーンに紹介し、エイハーンはハリスのメジャーレーベルでのデビューアルバムとなる1975年にリプライズ・レコードからリリースされた『緑の天使 (Pieces of the Sky)』をプロデュースした。このアルバムは、ビートルズの「フォー・ノー・ワン」、マール・ハガードの「ボトル・レット・ミー・ダウン (Tonight the Bottle Let Me Down)」、ルービン・ブラザーズの「あなたの愛を得られたら (If I Can Only Win Your Love)」のカバーバージョンなど、特にナッシュビルの基準では驚くほど折衷主義的だった。アルバムにはまた、ハリスがその才能を擁護しているソングライターの長い列の最初の一人である若きテキサスのソングライター、ロドニー・クロウエルによる「ブルーバード・ワイン (Bluebird Wine)」も収録されている。このレコードは当時制作された最も高価なカントリーレコードの1つで、ジェームズ・バートン、グレン・D・ハーディン、ロン・タット、レイ・ポールマン、ビル・ペインと言ったタレント達をフィーチャーし、「信じる前に (Before Believing)」と「銀貨の女王 (Queen of the Silver Dollar)」の2曲はエンジェル・バンドでカットされた。2枚のシングルがリリースされた：1979年のNo.13復刻版ヒットでチャートイン時には73位となった「トゥー・ファー・ゴーン (Too Far Gone)」と、後の デザート・ローズ・バンドの創設メンバーであるハーブ・ペダーセンとのデュエットで最高で4位につけると言うハリスにとっての最初の大ヒットとなった「あなたの愛を得られたら (If I Could Only Win Your Love)」である。
リプライズ・レコードの親会社であるワーナー・ブラザース・レコードの幹部はハリスに対して、ハリスが「ホットなバンドを見つけたら」レコーディングをすることに同意した。そこでハリスはギタリストのジェームズ・バートンとピアニストのグレン・D・ハーディンを参加させた。バートンは有名なギタリストで、1950年代にリッキー・ネルソンのバンドでキャリアをスタートし、ハーディンはクリケッツのメンバーだった。その他のホット・バンドのメンバーは、ドラマーのジョン・ウェア、ペダルスチールギタリストのハンク・デヴィート、ハリスがグラム・パーソンズとともに共演していたベーシストのエモリー・ゴーディ・ジュニアである。シンガーソングライターのクローウェルは、リズムギタリストおよびデュエットパートナーとして加入した。ハリスの最初のツアースケジュールは、バートンとハーディンがプレスリーのバンドに継続的に関与しているため、プレスリーのスケジュールと密接に関連していた。
1975年12月にリリースされた『エリート・ホテル』は『緑の天使』によって確立された評判に十分な根拠があることを示した。主にヒットシングルを中心に展開した当時のカントリーアルバムとしては珍しく、ハリスのアルバムはアルバム指向のロックマーケットからアプローチを取り入れた。品質と芸術的メリットの点からシングル化されなかった「シン・シティ」「ホィールズ」「ティル・アイ・ゲイン・コントロール・アゲイン」などのトラックは、シングル化された「トゥギャザー・アゲイン」「スウィート・ドリームス」「いつの日か」と言ったトラックに簡単に立ち向かった。『エリート・ホテル』はナンバーワンのカントリー・アルバムであり、ロックを聴く人々とのクロス・オーバーとしても十分に成功した。ハリスは、通常、クロス・オーバー・ポップ・シングルがカントリー・マーケットに入ってくることに不満を抱いている人々にも訴えた（「トゥギャザー・アゲイン」と「スウィート・ドリームス」はどちらもカントリー・チャートのトップである）。『エリートホテル』は1976年にグラミー賞を受賞した。
ゲストとしての仕事に対するハリスの評判は続いた。ハリスはリンダ・ロンシュタット、ガイ・クラーク、ニール・ヤングのアルバムに貢献し、ボブ・ディランに誘われて彼のアルバム『欲望』のレコーディングにも参加した。ハリスはツアースケジュールの都合でザ・バンドの『ラスト・ワルツ』ではスタジオで「エヴァンジェリン」を歌う姿を撮影することになった。
バートンはエルビス・プレスリーのバンドに留まることを選択して1976年にホットバンドを去り、英国人ギタリストのアルバート・リーと交代した。ハリスの商業頂点は1977年にリリースされた『真珠の舟』であり、ハリスの代表作の一つとなった。『真珠の舟』においてハリスのチャック・ベリー（「セ・ラ・ヴィ」）、グラム・パーソンズ（タイトル曲と「シー」）、カーター・ファミリー（「ハロー・ストレンジャー」）、キティ・ウェルズ（「メイキング・ビリーブ」と言った曲の取り合わせは当時見過ごされがちだったカントリー・ミュージックの継続性と芸術的価値を示している。しかしながら多くのファンはよりオリジナルの曲を期待していたので、ハリスはカバー・アーティストとして知られるようになった。「セ・ラ・ヴィ」と「メイキング・ビリーブ」と言うトップ10のシングルを含むにもかかわらず、このアルバムの最も有名な曲はタウンズ・ヴァン・ザントのクラシック「パンチョと左きき」の初めて録音されたカバーであり、この曲はウィリー・ネルソンとマール・ハガードにとって1983年にナンバーワンのヒットとなる。1977年の終わりにクローウェルはソロとしてのキャリアを追求するためにホット・バンドを去った。クローウェルの代わりはブルーグラスのマルチ楽器奏者で歌手であるリッキー・スキャッグスとなった。
『10セントの街の三日月』はハリスの以前の3枚のアルバムからの方向のわずかな変化を示している。クラシックとコンテンポラリーをミックスするのではなく、アルバムは主に最近書かれた曲で構成されているが、幅広い作家からのものとなっている。デルバート・マクリントンによって書かれた「あと二本のワイン」はハリスの3枚目のNo. 1シングルとなっり、ドリー・パートンによって書かれた「トゥ・ダディ」はNo. 3に達した。そして、3枚目のシングル「イージー・フロム・ナウ・オン」もトップ20に入った。アルバムにはクローウェルの2曲（「アイ・エイント・リビング・ロング・ライク・ディス」と「白昼にルイジアナを離れ」）、ソングライター：ジェシー・ウィンチェスター（「デファイング・グラヴィティ」と「マイ・ソングバード」）の2曲、ユタ・フィリップス（「グリーン・ローリング・ヒルズ」）の1曲が含まれている。

### ルーツのレコード
1977年1月、ハリスはブライアン・エイハーンと結婚した。ハリスにとってもエイハーンにとっても2人目の子供となる娘、ミーガンは1979年に生まれた。この期間（大衆がより洗練されたアーバン・カウボーイのサウンドを受け入れ始めたとき）に、ハリスは伝統的なカントリーへの移行を反映した3つのスタジオアルバムを録音し、リリースした。ルーツへの指向はグラミー賞を受賞した1979年のアルバム『ブルー・ケンタッキー・ガール』で顕著だった。ドリフターズの「ラストダンスは私に」のカバーは別として、このアルバムの大部分はロレッタ・リンとキティ・ウェルズの名を冠したクラシックスタイルのカントリーの楽曲で構成されていた。ハリスの最も愛されているアルバムの1つには、ルービン・ブラザーズの「エヴリタイム・ユー・リーヴ」、ウィリー・ネルソンの「シスターズ・カミング・ホーム」、そしてグラム・パーソンズの代表作「ヒッコリー・ウィンド」が収録されている。ウェズレー・ローズはハリスの「ビニース・スティル・ウォーターズ」のレコーディングに特別な関心を寄せ、これはナンバーワンヒットとなった。
クリスマスアルバム『ライト・オブ・ザ・ステーブル』は1979年にリリースされた。タイトルトラックには、ハリスが1970年代半ばから散発的に仕事をしており、2000年代まで一緒に協力してきたドリー・パートン、リンダ・ロンシュタット、ニール・ヤングによるバッキング・ヴォーカルがフィーチャーされていた。1980年代、ハリスはリッキー・スキャッグス、トニー・ライス、アルバート・リー、エモリー・ゴーディ・ジュニア、ジェリー・ダグラスをフィーチャーした、ブルーグラスを指向した『雪に映える薔薇のごとく』をレコーディングしてカントリーミュージックの歴史をさらに探求した。ハリスの伝統的なバージョンの「見知らぬ旅人」とポール・サイモンの「ボクサー」は強力なシングルだった。
1980年、ハリスはロイ・オービソンと"That Lovin 'You Feelin' Again"をレコーディングした。デュエットのレコードはカントリー・チャートとアダルト・コンテンポラリー・チャートの両方でトップ10ヒットを記録した。彼らはデュオまたはグループによるベスト・カントリー・ヴォーカル・パフォーマンスでグラミー賞を受賞した。彼女はザ・バンドのレヴォン・ヘルムやジョニー・キャッシュも参加したポール・ケナーリーのコンセプト・アルバム『レジェンド・オブ・ジェシー・ジェームズ』に出演した。

### ポップチャートでの成功、作詞作曲
1981年、ハリスのレコードはアルバム『エヴァンジェリン』からの「ミスター・サンドマン」のカバーによってビルボードのポップチャートでトップ40に達した（この曲のアルバムバージョンは、ドリー・パートンおよびリンダ・ロンシュタットとのトリオ・セッションのトラックだったが、パートンおよびロンシュタットのレコード会社のどちらもがアーティストのボーカルをシングルで使用することを許可しなかったため、ハリスは曲のシングルリリースの3つのパートすべてを再録音した）。また、同年内にフォローアップアルバムの『シマロン』もリリースした。
ハリスは1982年にナッシュビルに移った。1983年の『ホワイト・シューズ』には "Diamonds Are a Girl's Best Friend" のロック的解釈と、ドナ・サマーのヒット曲 "On the Radio" のリメイク、そしてホットバンドのメンバーであるクローウェル、サンディ・デニー、T-ボーン・バーネットなどのソングライターなどの多様なグループのトラックが収録されている。このアルバムは2008年の『オール・アイ・インテンディド・トゥ・ビー』で再び組む前にブライアン・エイハーンがプロデュースしたハリスの最後のアルバムだった。
これまでのところ、ハリスのメジャーレーベルのリリースには彼女自身の曲はほとんど含まれていなかったが、1985年のコンセプトアルバム『サリー・ローズのバラッド』ではハリスのソングライティングスキルは際立っていた。アルバムは半自伝的で、大まかにはパーソンズとの関係に基づいていた。ハリスはこれを「カントリー・オペラ」と呼んだが、「コマーシャル的な大災害」とも表現した。
このアルバムでの彼女の共同ライター兼プロデューサー、イギリス人ソングライター、ミュージシャンで、ハリスの1981年のアルバム『シマロン』からのヒット・シングル "Born to Run" と『ホワイト・シューズ』からの "In My Dreams" のライターのポール・ケナーリー。ケナーリーは次のアルバム『サーティーン』もプロデュースした。ハリスとケナーリーは1985年に結婚し、1993年に離婚した。
エミルーは1985年にプレーリー・ホーム・コンパニオンに初めて登場し、それ以来ファンのお気に入りとなっている。初の試みからほぼ10年後の1987年に、ハリスはドリー・パートンおよびリンダ・ロンシュタットと協力して、長い間期待されていた『トリオ』を製作した。このアルバムは、ハリスのキャリアの中で最大の商業的成功であり、ビルボードのポップアルバムチャートでもトップ10に急速に達し、カントリーアルバムチャートでは1位に5週間留まった。数百万枚のコピーを販売し、No. 1ヒットの「つのる想い」など、4つのトップ10ヒットを生み出した。このアルバムは、グラミー賞のアルバム・オブ・ザ・イヤーにノミネートされた（この年、受賞したのはU2の『ヨシュア・トゥリー』）、この3人の女性は、ヴォーカルによってデュオまたはグループによるベスト・カントリー・ボーカル・パフォーマンスの小像を獲得した。アルバムのリンダ・トンプソンが書いたトラック "Telling Me Lies" はカントリーで3位、アダルト・コンテンポラリーで25位に達し、1987年のベスト・カントリー・ソングしてグラミー賞にノミネートされた。
ハリスはまた、1987年にソロアルバム『エンジェル・バンド』をリリースした。これは伝統的なゴスペル・ソングをフィーチャーしたもので、当時の新進スターのヴィンス・ギルなどと共演した。1989年、ハリスはニッティー・グリッティー・ダート・バンドのアルバム『Will the Circle Be Unbroken：Volume II』で2曲を録音した。1曲に含まれるスタジオ・チャッターのスニペットで、ハリスはレコーディングセッション中に自分の始まりと音楽の変化について話した。
数年前、私はたくさんの人と一緒にリビングルームに座って歌ったり遊んだりした経験があり、それは精神的な経験のようでした。それは素晴らしいことでした。そして、それが、音楽を演奏し、音楽を演奏することでした。レコードの作成において、私たちは長年にわたって、すべてが少し技術的になりすぎており、物事を完璧に仕上げるのに少しかかりすぎていたと思います。居間を失いました。リビングルームは音楽から抜け出しましたが、今日私はそれを取り戻したように感じます。
マーティ・スチュアート、ボニー・レイット、ケイト＆アンナ・マクギャリグルの客演をフィーチャーした1989年のアルバム『ブルーバード』には、Ｕ．Ｓ．カントリー・シングル・チャートで8位に達したシングル　”Heartbreak Hill"が含まれており、ハリスのキャリアで最新のトップ20のシングル"Heaven Only Knows"は16位となった。翌年のアルバム『ブラン・ニュー・ダンス』好評を博したが、ハリスのチャートとラジオ・オン・エアの衰退の始まりを示した。
1991年頃、ハリスはホットバンドを解散し、アコースティック・ミュージシャンによる新しいバンドを結成した。バイオリン、マンドリン、ボーカルにサム・ブッシュ、ベース、ボーカルにロイ・ハスキー・ジュニア、ドラムにラリー・アタマヌイク、バンジョー、ギター、ドブロギター、ボーカルにアル・パーキンス、そしてギター、マンドリン、ボーカルのジョンランドールであり、ハリスは「ナッシュ・ランブラーズ」と名付けた。彼らは1992年にテネシー州ナッシュビルのライマン公会堂でグラミー賞受賞作となるライブ・アルバムを録音し、800万ドルの施設をプレミアムコンサートとイベント会場として復活させた。このアルバムはリプライズ・レコードでのハリスの最後のアルバムとなった。ハリスは1992年からグランド・オール・オプリのメンバーである。

### 新しい方向性
1990年代までに主流のカントリーラジオ局が若者向けの「ニュー・カントリー」フォーマットに焦点を移し始めたため、ハリスの楽曲はあまり放送されなくなった。『ブラン・ニュー・ダンス』と同様に、1993年のハリスのエレクトラ・レコードへの移籍後初のスタジオアルバムである『カウガールズ・プレイヤー』は非常に賞賛されたが、ほとんど放送されず、リードシングルHigh Powered Loveも63位がピークだったこともハリスのキャリアを新しい方向にシフトするよう促した。
1995年、エミルー・ハリスはBBCのオリジナル・シリーズ『大西洋横断セッション』に定期的に出演した。主にスコットランド、アイルランド、イギリス、北米の音楽を演奏するさまざまな主要なフォーク・ミュージシャンやカントリー・ミュージシャンによるコラボレーション・ライブ・パフォーマンスの7つのエピソードのそれぞれに参加している。
1995年、ハリスはU2、ピーター・ガブリエル、ボブ・ディランの作品で知られるダニエル・ラノワのプロデュースを受けて、10年間で最も絶賛されたアルバム『レッキング・ボール』をリリースした。ハリスの実験的なアルバムであり、レコードにはハリスによるニール・ヤングが書いたタイトル曲の演奏（ヤング自身がアルバムの2曲でゲストヴォーカルを提供）、スティーヴ・アールの "Goodbye"、ジュリー・ミラーの "All My Tears"、ジミ・ヘンドリックスの " May This Be Love」、アンナ・マクギャリグルの"Goin 'Back to Harlan"、ジリアン・ウェルチのOrphan Girlが収録されている。U2のラリー・マレン・ジュニアがプロジェクトでドラムを演奏した。このアルバムはカントリー局でのオンエアはほとんどなかったが、ハリスは他ジャンルのロック・リスナーの注目を集めた。その多くはハリスの音楽を聴いたことがなかった。
その後、ハリスは『レッキング・ボール』の楽曲を持ってツアーを行い、1998年にナッシュビルのプロデューサー、ソングライター、ギタリストのバディ・ミラーとニューオーリンズのミュージシャン2人、ドラマーのブレイディ・ブレイド、ベーシスト-ボーカリスト-パーカッショニストのダリル・ジョンソンで構成されるパワートリオをバックに、ライブアルバム『スパイボーイ』をリリースした。『レッキング・ボール』の楽曲に加えて、このアルバムでは「ボールダートゥバーミンガム」などのハリスのキャリアにおけるヒット曲の多くのバージョンを新しいものにした。
また1998年にハリスは『レッキング・ボール』のプロデューサーであるラノワがプロデュースしたウィリー・ネルソンのムーディーでゆったりした楽器演奏のアルバムTeatroで目立つ活躍をした。
1997年と1998年の夏にハリスはサラ・マクラクラン主催の女性主導のライブ・フェスティバル：リリス・フェアに参加した。パティ・グリフィンのような新しいアーティストがハリスやボニー・レイットのようなベテラン・ミュージシャンと新しい経験やアイデアを共有することができた。
1999年1月、ハリスはパートンとロンシュタットと共に『トリオII』をリリースした。アルバムの多くは1994年に実際に録音されていたが、レコードレーベルと人事上の争い、相反するスケジュール、3人のアーティストのキャリアにおける優先順位のために5年近く未発表のままだった。『トリオII』は前作『トリオ』よりもはるかに現代的なサウンドであり、ゴールド・ディスクに認定された。ニール・ヤングのクラシック「アフター・ザ・ゴールド・ラッシュ」の三人によるバージョンが収録されていたが、これは人気のミュージック・ビデオとなり、「ヴォーカルによるベスト・カントリー・コラボレーション」で別のグラミー賞を受賞した。その後、ハリスとロンシュタットはデュエットアルバム『ウェスタン・ウォール:ザ・ツーソン・セッションズ』を同年後半にリリースした。2人のスーパースターが一緒にツアーを行いディスクをサポートした。どちらのアルバムもビルボードのカントリー・アルバム・チャートでトップ10を獲得し、ポップチャートでも好調だった。
また、1999年にハリスは以前の音楽的パートナーであったグラム・パーソンズを讃えて、十二人以上のアーティストを集めたアルバム『リターン・オブ・ザ・グリーヴァス・エンジェル: トリビュート・トゥ・グラム・パーソンズ』(英語版)の共同プロデューサーを務めた。ハリスはこのアルバムのトラックでベック、シェリル・クロウ、プリテンダーズと共演している。
2000年、ハリスは『レッキング・ボール』に続くソロアルバム『レッド・ダート・ガール』をラノアの弟子のマルコム・バーンのプロデュースでリリースした。『サリー・ローズのバラッド』以来初めて、アルバムにはハリス自身の作曲が多数含まれていた。『レッキング・ボール』のようにアルバムのサウンドはカントリーよりもオルタナティブ・ロックに傾斜していた。にもかかわらず、ビルボードのカントリー・アルバム・チャートで5位に、ポップ・サイドで54位となった。また、ベスト・コンテンポラリー・フォーク・アルバムのカテゴリーでハリスの13のグラミー賞のもう1つを受賞した。
ハリスはまた、オルタナティヴ・カントリー・シンガー、ライアン・アダムスのソロ・デビュー作『ハート・ブレイカー』(英語版)に参加し、トレイシー・チャップマンの5枚目のアルバム『テリング・ストーリーズ』(英語版)でも歌っている。
また2000年に、ハリスはT・ボーン・バーネットがプロデュースしたコーエン兄弟の映画『オー・ブラザー!』のサウンドトラックのために、伝統的なカントリー、フォーク、ブルースのアーティストのオール・スター・グループに参加した。サウンドトラックは複数のCMA、ACM、グラミー賞を受賞した。『ダウン・フロム・ザ・マウンテン』(英語版)のドキュメンタリー/コンサートフィルムは、ライマン・オーディトリアムで映画音楽や他の歌を演奏するアーティストをフィーチャーした。ハリスと同様にアーティストの多くは、2002年のダウン・フロム・ザ・マウンテン・ツアーのための路上のショーに出演した。2003年、ハリスはディキシー・チックスがGodspeedをスタジオでレコーディングする際にハーモニーの最後の仕上げを行った。

### その後の仕事
ハリスは2003年に『レッド・ダート・ガール』の次作となる『スタンブル・イントゥ・グレース』をリリースした。前作と同様にほとんどが自作の楽曲から構成されていた。2004年、ハリスはジリアン・ウェルチ、デビッド・ローリングス、バディ・ミラー、パティ・グリフィンらとともにスウィート・ハーモニー・トラヴェリング・レビュー(英語版)を率いた。彼らは単独で、あるいはともに演奏し、楽器を交換した。
2005年9月9日に、ハリスは、ハリケーン・カトリーナとハリケーン・リタの犠牲者のための資金を集めるために、ほとんどのアメリカのテレビ局によって同時放送された一連のコンサート「嵐からのシェルター：湾岸のコンサート」(英語版)に参加した。ハリスはベス・ニールセン・チャップマンおよびディクシー・チックスとともに演奏し、パティ・グリフィンの「メアリー」でハーモニーを構成した。ハリスはまた2005年の映画『ブロークバック・マウンテン』のサウンド・トラックに声を提供した。"A Love That Will Will Never Grow"は映画の中ではほとんど使用されなかったため、オスカーの候補には上らなかった。

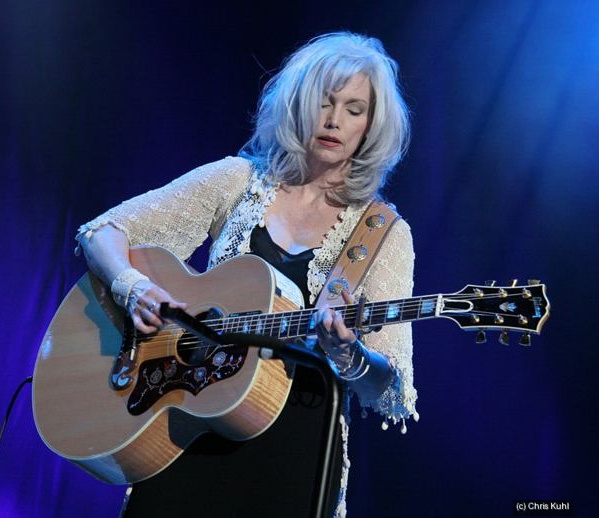
オランダのロッテルダムで演奏するハリス (2006)

2005年、ハリスはコナー・オバースト&ブライト・アイズがリリースした"I'm Wide Awake、It's Morning"で3曲のバックアップ・ボーカルを担当した。7月、ハリスはエルビス・コステロの米国ツアー中に何度か合流し、毎晩いくつかのナンバーでコステロおよび彼のバンドと一緒に演奏した。また、7月にはライノ・エンターテイメント・レーベルで、ハリスのキャリアのシングルディスク回顧展とも言える『ベリー・ベスト・オブ・エミルー・ハリス:ハートエイクス&ハイウェイズ』がリリースされた。同年、ハリスはニール・ヤングの広く称賛されたアルバム『プレーリー・ウィンド』(英語版)のゲストボーカリストとして出演した。ハリスはまた、2006年に公開されたジョナサン・デミのドキュメンタリーコンサート映画『ニール・ヤング：ハート・オブ・ゴールド』(英語版)にも出演した。

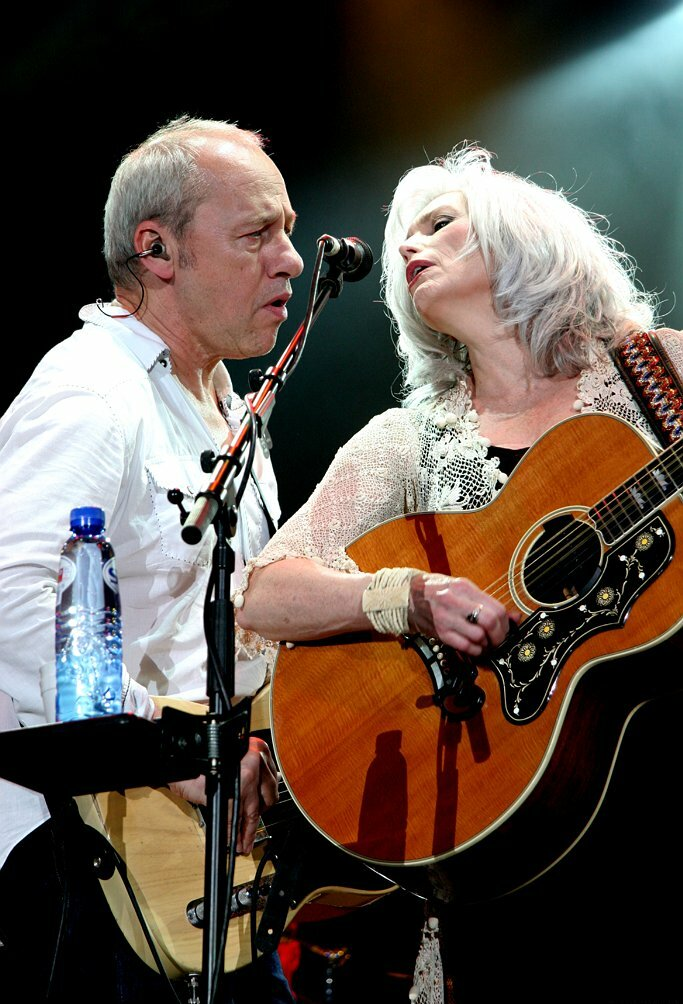
オランダでマーク・ノップラーと共演するハリス

ダイアー・ストレイツの元フロントマンであるマーク・ノップラーとのコラボレーションのアルバムである『オール・ザ・ロードランニング』は2006年4月にリリースされ、ヨーロッパとアメリカのツアーでサポートされた。アルバムは商業的に成功し、英国では8位、米国では17位に達した。ギブソン・アンフィシアターでの「オール・ザ・ロードランニング」のツアー・パフォーマンス中に記録されたセレクションは、2006年11月に『リアル・ライブ・ロードランニング』というタイトルでCD / DVDパッケージとしてリリースされた。ハリスとノップラーがスタジオで一緒にレコーディングしたいくつかの作品に加えて、『リアル・ライブ・ロードランニング』には、デュオの両方のメンバーからのソロ・ヒット、およびノップラーのダイア・ストレイツ時代からの数曲のクラシックが収録されている。
ハリスは2007年4月24日にリリースされた『ジョニ・ミッチェルへのトリビュート』(英語版)にもフィーチャーされている。ハリスはオリジナルがミッチェルの1994年のアルバム『風のインディゴ』（原題：Turbulent Indigo）に収録されていた"The Magdalene Laundries"をカバーした。ハリスは2007年11月13日にカナダで、2008年1月15日に米国でリリースされたアン・マレーのアルバム『アン・マレー・デュエット: フレンズ・アンド・レジェンズ』(英語版)でマレーと「アナザー・ポット・オブ・ティー」を歌った。
ハリスは2008年の映画『ロダンテの夜』のために"In Rodanthe"という曲を書いた。

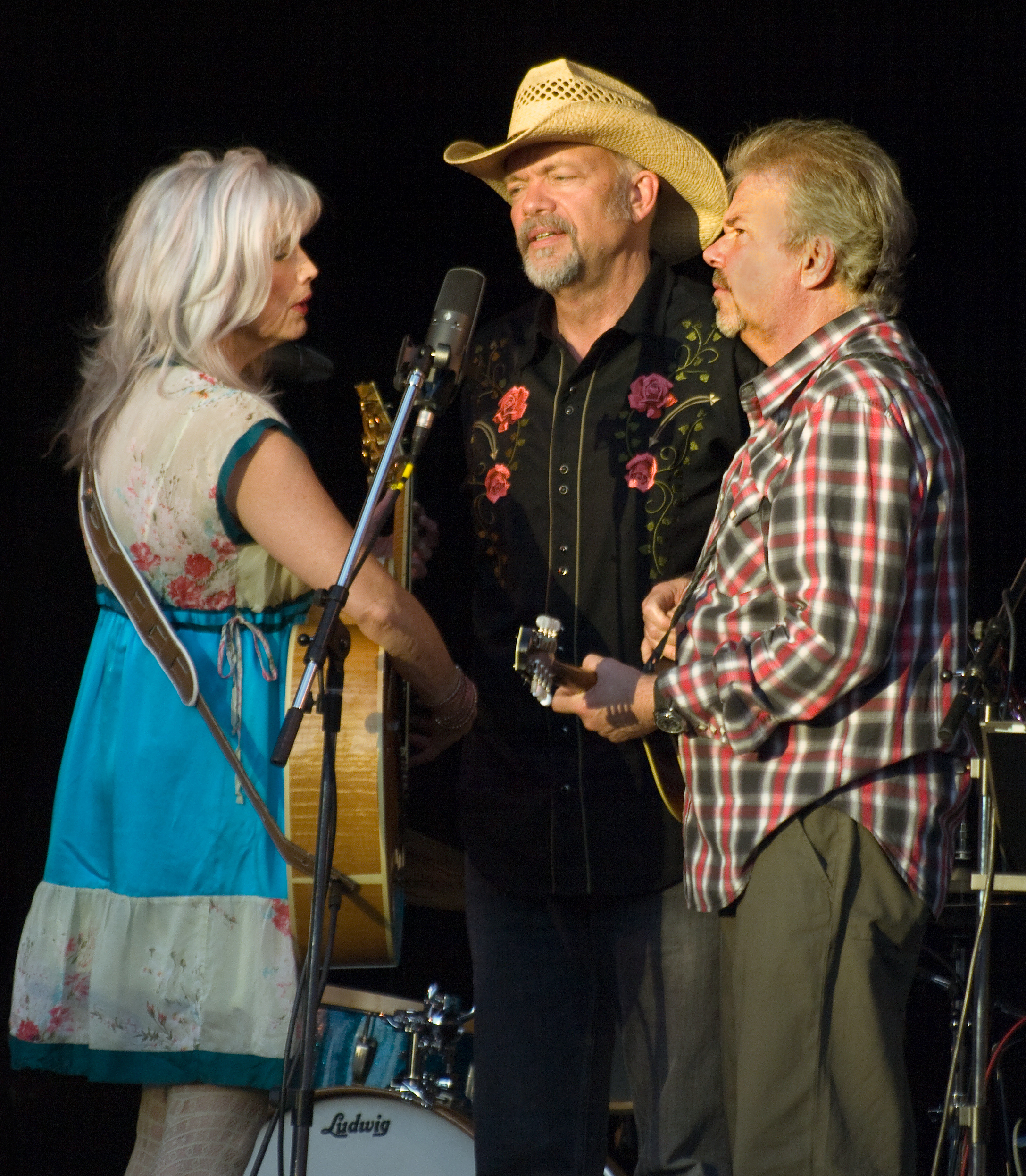
2008年のハリスとレッド・ダート・ボーイズのフィル・マデイラおよびリッキー・シンプキンス

ソロアルバム『オール・アイ・インテンディド・トゥ・ビー』は2008年6月10日にリリースされ、批評家の称賛を得た。ビルボードのカントリー・アルバム・チャートのトップ5とポップ・アルバム・チャートのトップ20を記録した。貢献者には、バディ・ミラー、マクギャリグル姉妹、ビンス・ギル、フィル・マデイラ、そして彼女のトリオの姉妹ドリー・パートンが含まれている。ハリスはアコーデオン、ギター、キーボードにフィル・マデイラ、ギターとバンジョーにコリン・リンデン、マンドリンとフィドルにリッキー・シンプキンス、ベースにクリス・ドノヒュー、ドラムスにブライアン・オウイングスをフィーチャーしてレッド・ダート・ボーイズを置き換えたアンサンブルでツアーを行った。当時、ロバート・プラント、アリソン・クラウス、T・ボーン・バーネットとツアーをしていたミラーは含まれていない。2009年、ハリスはパティ・グリフィン、ショーン・コルヴィン、ミラーらと共に"スリー・ガールズ・アンド・ゼア・バディ"としてツアーを行った。マデイラ、シンプキンス、ドノヒューは2008年後半と2009年にハリスと共演し、「プレーリー・ホーム・コンパニオン」「マールフェスト (MerleFest)」および「テルライド・ブルーグラス・フェスティバル」に出演した。2009年9月、オウィングス2009年の残りの間、ミラーと共にレッド・ダート・ボーイズに再び参加した。
2009年4月、ハリスは娘が孫娘のプルーデンスを産んだことで祖母となった。
2010年、ハリスはリリス・フェアの夏の日程と予定されている米国の秋のツアーのために、レッド・ダート・ボーイズを最後のバージョン（マデイラ、オウイングス、ドノヒュー、シンプキンス）で再編成した。
Digital Spyによるボニー・タイラーへのインタビューによると、ハリスはタイラーのその後のアルバムで彼女とチームを組むということだった。ハリスはウェイン・ワーナーが曲を書き、プロデュースした曲のバッキング・ヴォーカルを務めるだろう。最新のソロアルバム『ハード・バーゲン』は2011年4月26日にノンサッチ・レーベルからリリースされた。ビルボードのカントリー・アルバム・チャートで、1980年以来のハリスにとって最高となる三位およびポップ・アルバム・チャートのトップ20に達した。PBSのホストであるTavis Smileyは、2011年4月20日に放送された番組でハリスにインタビューした。インタビューでハリスは高校でオールAの生徒だったので卒業生総代に選ばれたことを語り、さらに3つのコードを覚えてギターを弾くことを学んだと述べた。
2011年、ハリスはアメリカのインディー・フォーク・バンド"The Low Anthem"とのコラボレーションで"To Ohio"という曲のバージョンをリリースした。2011年の後半、ハリスはオーストラリアのミュージシャンであり脚本家のニック・ケイブとジョン・ヒルコートの映画『ローレス』(英語版)のサウンドトラックで共同作業を行った。抑圧された時代のアメリカ、バージニア州フランクリン郡が舞台で、2012年8月に米国で、2012年9月に英国で映画が公開された。
ハリスと元ホットバンドのメンバー、ロドニー・クロウエルをフィーチャーしたデュエット・アルバム『オールド・イエロー・ムーン』は2013年2月26日にリリースされた。ハリスにとってはビルボードのトップ10カントリーアルバムであり、2014年には第13回グラミー賞を受賞した。
ノンサッチ・レコードから2015年5月12日にリリースされたロドニー・クロウエルとのコラボレーションである『ザ・トラベリング・カインド』
2016年、ハリスは『エミールー・ハリスの生涯と歌』と題されたトリビュート・コンサートと言う栄誉を受け、後にDVDとライブCDの両方としてリリースされた。このコンサートではロドニー・クロウエル、バディ・ミラー、パティ・グリフィン、ルシンダ・ウィリアムス、アリソン・クラウス、リー・アン・ウォマック、マルティナ・マクブライド、ビンス・ギル、シェリル・クロウと言ったハリスの親しい友人と共演者たちがフィーチャーされた。ハリスはコンサートでジョン・スターリングと"Gone, Long Gone"を、ダニエル・ラノワと"Blackhawk"を、そして全ての出演者と"Boulder to Birmingham"を演奏した。
ハリスは、2019年のミュージシャンの殿堂と博物館のコンサートと入会式で演奏した。

### 私生活
ハリスは3回結婚している。トム・スローカムとの1969年から1970年まで続き、子供1人（1970年3月15日に生まれのミカ・ハリー・スローカムを儲けている。1977年から1984年の間、ハリスはブライアン・エイハーンと結婚しており、1979年9月9日にミーガン・エイハーンを得た。1985年から1993年にかけて, ハリスはポール・ケナーリーと結婚していた。

## 行動主義
1997年と1998年に、ハリスはサラ・マクラクランのリリス・フェアに出演し、音楽におけるフェミニズムを促進した。1999年以来、ハリスは地雷のない世界のためのコンサートと呼ばれる毎年恒例のツアーを開催している。ツアーからの収益はすべて、世界中の紛争の無実の犠牲者を支援するためのベトナム退役軍人財団英語版（VVAF）の活動支援にもちいられる。このツアーはまた、世界の地雷問題に対する合衆国内の認識を高めるためのVVAFの仕事にも役立っている。これらの日程でハリスと共に参加したアーティストには、メアリー・チェイピン・カーペンター、ブルース・コバーン、シェリル・クロウ、スティーヴ・アール、ジョーン・バエズ、パティ・グリフィン、ナンシー・グリフィス、ウィリー・ネルソン、ルシンダ・ウィリアムスなどが含まれている。
ハリスは動物の権利を支持し、PETAの積極的なメンバーである。ハリスはナッシュビルの動物保護施設であるボナパルト・リトリートを設立し、自由時間を使って援助している。
彼女は2011年にアメリカ芸術科学アカデミーの人文社会科学委員会の新たに設立された委員会のメンバーとなった。

## ディスコグラフィ

### スタジオ・アルバム
- 『グライディング・バード』 - Gliding Bird (1969年)
- 『緑の天使』 - Pieces of the Sky (1975年)
- 『エリート・ホテル』 - Elite Hotel (1975年)
- 『真珠の舟』 - Luxury Liner (1977年)
- 『10セントの街の三日月』 - Quarter Moon in a Ten Cent Town (1978年)
- 『ブルー・ケンタッキー・ガール』 - Blue Kentucky Girl (1979年)
- 『ライト・オブ・ザ・ステーブル』 - Light of the Stable (1979年)
- 『雪に映える薔薇のごとく』 - Roses in the Snow (1980年)
- 『エヴァンジェリン』 - Evangeline (1981年)
- 『シマロン』 - Cimarron (1981年)
- 『ホワイト・シューズ』 - White Shoes (1983年)
- 『サリー・ローズのバラッド』 - The Ballad of Sally Rose (1985年)
- 『サーティーン』 - Thirteen (1986年)
- 『エンジェル・バンド』 - Angel Band (1987年)
- 『ブルーバード』 - Bluebird (1989年)
- 『ブラン・ニュー・ダンス』 - Brand New Dance (1990年)
- 『カウガールズ・プレイヤー』 - Cowgirl's Prayer (1993年)
- 『レッキング・ボール』 - Wrecking Ball (1995年)
- 『レッド・ダート・ガール』 - Red Dirt Girl (2000年)
- 『スタンブル・イントゥ・グレース』 - Stumble into Grace (2003年)
- 『オール・アイ・インテンディド・トゥ・ビー』 - All I Intended to Be (2008年)
- 『ハード・バーゲン』 - Hard Bargain (2011年)

### ライブ・アルバム
- 『ラスト・デート』 - Last Date (1982年)
- 『アット・ザ・ライマン』 - At the Ryman (1992年)
- 『スパイボーイ』 - Spyboy (1998年)
- Ramble in Music City: The Lost Concert （2021年）

### コラボレーション・アルバム
- 『トリオ』 - Trio (1987年) ※ドリー・パートン、リンダ・ロンシュタットとの共作
- 『トリオII』 - Trio II (1999年) ※ドリー・パートン、リンダ・ロンシュタットとの共作
- 『ウェスタン・ウォール:ザ・ツーソン・セッションズ』 - Western Wall: The Tucson Sessions (1999年) ※リンダ・ロンシュタットとの共作
- 『オール・ザ・ロードランニング』 - All the Roadrunning (2006年) ※マーク・ノップラーとの共作
- 『オールド・イエロー・ムーン』 - Old Yellow Moon (2013年) ※ロドニー・クロウエルとの共作
- 『トラヴェリング・カインド』 - The Traveling Kind (2015年) ※ロドニー・クロウエルとの共作
- The Complete Trio Collection (2016年) ※ドリー・パートン、リンダ・ロンシュタットとの共作

### コラボレーション・ライブ・アルバム
- 『リアル・ライブ・ロードランニング』 - Real Live Roadrunning (2006年) ※マーク・ノップラーとの共作

### コンピレーション・アルバム
- 『トゥゲザー・アゲイン〜ベスト・オブ・エミルー・ハリス』 - Profile: Best of Emmylou Harris (1978年)
- Her Best Songs (1980年)
- 『プロファイル2: ザ・ベスト・オブ・エミルー・ハリス』 - Profile II: The Best of Emmylou Harris (1984年)
- 『デュエット』 - Duets (1990年)
- 『ソングス・オブ・ザ・ウェスト』 - Songs of the West (1994年)
- Portraits (3-CD boxed set) (1996年)
- 『リターン・オブ・ザ・グリーヴァス・エンジェル: トリビュート・トゥ・グラム・パーソンズ』 - Return of the Grievous Angel: A Tribute to Gram Parsons (1999年)
- Singin' with Emmylou, Vol. 1 (2000年)
- Anthology: The Warner/Reprise Records (2001年)
- Producer's Cut (2002年)
- Singin' with Emmylou, Vol. 2 (2003年)
- 『ベリー・ベスト・オブ・エミルー・ハリス:ハートエイクス&ハイウェイズ』 - The Very Best of Emmylou Harris: Heartaches & Highways (2005年)
- 『ソングバード』 - Songbird: Rare Tracks and Forgotten Gems (2007年)